# John N. Gray
John N. Gray, född 17 april 1948 i South Shields, Tyne and Wear, är en engelsk författare och politisk filosof. Han är sedan 2008 professor emeritus i europeiskt tänkande vid London School of Economics (LSE).
Gray växte upp i ett arbetarklasshem och studerade filosofi, politik och ekonomi (PPE) vid Exeter College, Oxford university.
Han var tidigare School Professor of European Thought vid LSE men lämnade posten 2008 för att skriva på heltid.